# Bolanusoides held
Bolanusoides held är en insektsart som beskrevs av Irena Dworakowska 1993. Bolanusoides held ingår i släktet Bolanusoides och familjen dvärgstritar. Inga underarter finns listade i Catalogue of Life.